# Långsamkokare

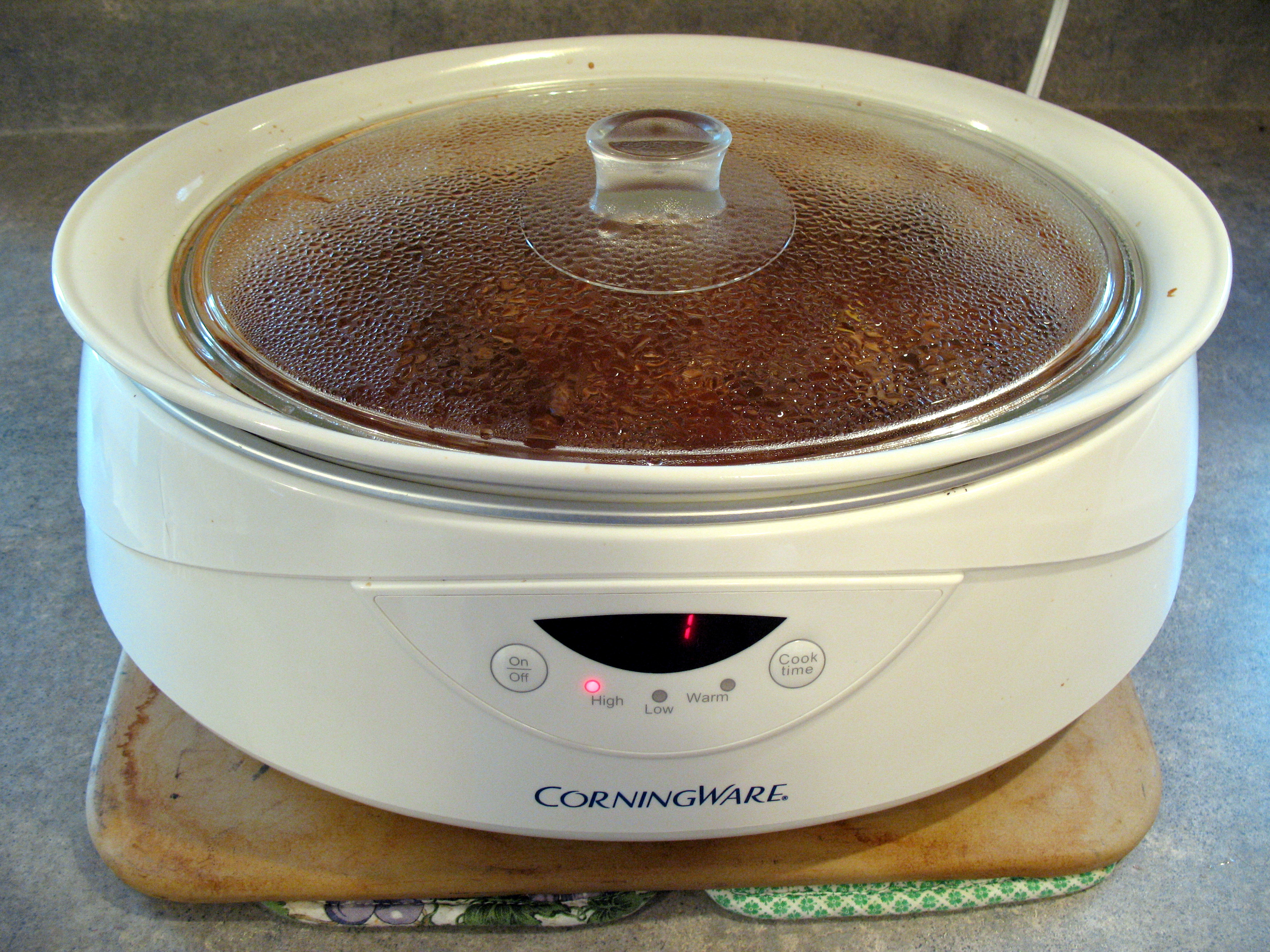
En långsamkokare.

Långsamkokare eller slökokare (även slow cooker från engelskan) är en elektrisk gryta som särskilt lämpar sig för långkok. Utvecklingen har framför allt ägt rum i Kanada och USA, där de flesta hem har någon variant av långsamkokare.
Långsamkokaren består av ett elektriskt uppvärmt ytterkärl som värmer upp en innergryta av keramiskt material samt ett glaslock för att återvinna vätska från ånga.
Långsamkokaren används för sjudning, vilket kräver ett upprätthållande av en relativt låg temperatur jämfört med andra tillagningsmetoder (såsom bakning, kokning och stekning). Detta sker under många timmar, vilket möjliggör obevakad tillagning av grytstek, gryta och andra lämpliga rätter.

## Historia och etymologi
Ursprunget till långsamkokaren kommer från böngrytor som användes i USA på 1970-talet. Dessa har sedan dess utvecklats och förädlas till det som på engelska kallas slow cooker. Ordet slow cooker förekommer även i svenskan. 2010 tillkom det försvenskade ordet långsamkokare och 2012 även slökokare bland yrkesskribenter. År 2023 förekom inget av orden i Svenska Akademiens ordböcker på webben.

## Utförande och användning
En långsamkokare består principiellt av ett runt eller ovalt kärl av glaserad keramik eller porslin omgivet av ett hölje, vanligen av metall, som innehåller ett elektriskt värmeelement. Tillhörande lock är i regel av glas och sitter i en fals i innerkärlets kant. På locket kondenseras ånga som droppar ner i det inre kärlet; en del därav samlas emellertid i falsen och tätar mot ytterluften.
Långsamkokare finns i kapaciteter från 0,5 till 7 liter. På grund av placeringen av värmeelementen (i allmänhet vid botten men ofta också halvvägs upp längs sidorna), finns det vanligtvis en minsta rekommenderad vätskenivå för att undvika skadlig lokal uppvärmning.
Många långsamkokare har två eller flera värmelägen (till exempel låg, medel, hög, och ibland en lågtemperaturinställning för varmhållning). Vissa kokare har kontinuerligt inställbar temperatur. En typisk långsamkokare är konstruerad för att värma mat till 80 °C  i lågvärmeläge och 90 à 95  °C i högvärmeläge. Många recept som innehåller sås eller vätska kommer att nå kokpunkten runt kanterna, medan maten i mitten blir skonsamt kokt. Kött blir mycket mört, och ben lossnar lätt från köttet.
Rå mat och vätska (såsom vatten, vin eller buljong) placeras i långsamkokaren. Somliga recept kräver förvärmd vätska. Vissa mer avancerade modeller av långsamkokare växlar automatiskt från matlagningstemperatur till varmhållning (70…75  °C efter en bestämd tid. Till somliga modeller kan en stektermometer anslutas för kontroll av matens kärntemperatur. Mer påkostade modeller har en sådan termostat inbyggd, som automatiskt stänger av värmen, när inställd önsketemperatur uppnåtts.
Värmeelementet värmer innehållet till en jämn temperatur om 80…95  °C. Maten under locket i innerkärlet hålls vid konstant temperatur.  
Enklare varianter av långsamkokare, som endast har inställningar för hög, medium, låg eller varmhållningstemperatur, måste slås på och av manuellt. Andra har inbyggt tidur för att hålla temperatur viss tid (till exempel fyra timmar hög värme, åtta timmar låg värme). Detta tillåter kocken att välja den tillagningstid efter vilken långsamkokaren ska ställas om till varmhållningsläge. De mest avancerade långsamkokarna är datoriserade enheter med tidsangivelse som gör att långsamkokaren blir helautomatisk.
Eftersom maten genom grytans isolerande effekt hålls varm under en lång tid efter avstängning, kan långsamkokare med fördel användas för tillagning av mat som ska tas med för att ätas någon annanstans utan återuppvärmning. 
Recept avsedda för andra matlagningsmetoder måste modifieras för långsamkokare. Mängden av vätska kan behöva justeras, eftersom avdunstningen är låg, men det bör finnas tillräckligt med vätska för att täcka maten. Många recept till långsamkokare (elgryta) är främst avsedda för bekvämlighet och använder få ingredienser, ofta såser. Den långa, fuktiga, utdragna matlagningen kan med fördel användas för billiga styckningsdelar av kött, då dessa blir mycket möra. Dessa kokare används också ofta för att laga mat utan övervakning, vilket innebär att kocken kan fylla grytan med ingredienserna och komma tillbaka flera timmar senare till en färdig måltid.  Det är inte ovanligt att man sätter igång kokaren innan man går till arbetet för att sedan komma hem till en färdig måltid.

## Fördelar
- Den låga temperaturen i långsamkokaren gör det nästan omöjligt att bränna vid mat även om det tillagas alltför länge.
- Tillagningen sker i ett enda kärl, vilket minskar mängden disk, och den låga matlagningstemperaturen och det glaserade innerkärlet gör rengöringen enkel.
- Långsamkokare är mindre farliga än ugnar och spishällar på grund av lägre temperaturer och stängda lock.

## Nackdelar
- Råa kidneybönor, och i mindre utsträckning även några andra bönor, till exempel bondböna, innehåller toxinet fytohaemagglutinin, som förstörs vid kokning, men inte av de lägre temperaturerna i en långsamkokare.
- Torra bönor bör kokas före tillagning i långsamkokare för att undvika förgiftning, med magbesvär som följd.